# Sinagoga Beth Alpha
La sinagoga Beth Alpha o Bet Alpha o Bet Alfa è una sinagoga del VI secolo ubicata alle pendici nord del monte Ghilboa vicino Beit She'an in Israele. Essa fa ora parte del Bet Alfa Synagogue National Park ed è gestita dall'Israel Nature and Parks Authority.

## Scavi
La sinagoga Beth Alpha venne scoperta nel 1928 dai membri del vicino Kibbutz Hefzibah, che inciamparono sugli ampi pavimenti a mosaico della sinagoga durante la costruzione dell'impianto di irrigazione. Gli scavi iniziarono nel 1929 sotto gli auspici dell'Università Ebraica di Gerusalemme e furono diretti dall'archeologo israeliano Eleazar Sukenik. Una seconda campagna di scavi, sponsorizzata dall'Israel Antiquities Authority nel 1962, esplorò le strutture residenziali intorno alla sinagoga.
Inoltre, un tesoro di 36 monete bizantine venne trovato in una depressione superficiale nel pavimento dell'abside.

## Architettura
I resti architettonici della sinagoga Beth Alpha indicano che era un edificio basilicale a due piani ed aveva un cortile, un vestibolo e una sala di preghiera. Il piano terra della sala della preghiera aveva una navata centrale larga 5,4 metri, l'abside che serviva come luogo di custodia della Torah, il bimah, la piattaforma sulla quale veniva letta la Torah e i banchi per i fedeli. L'arca della Torah, all'interno dell'abside era allineata a sud-ovest, in direzione di Gerusalemme.

## Iscrizioni dedicatorie

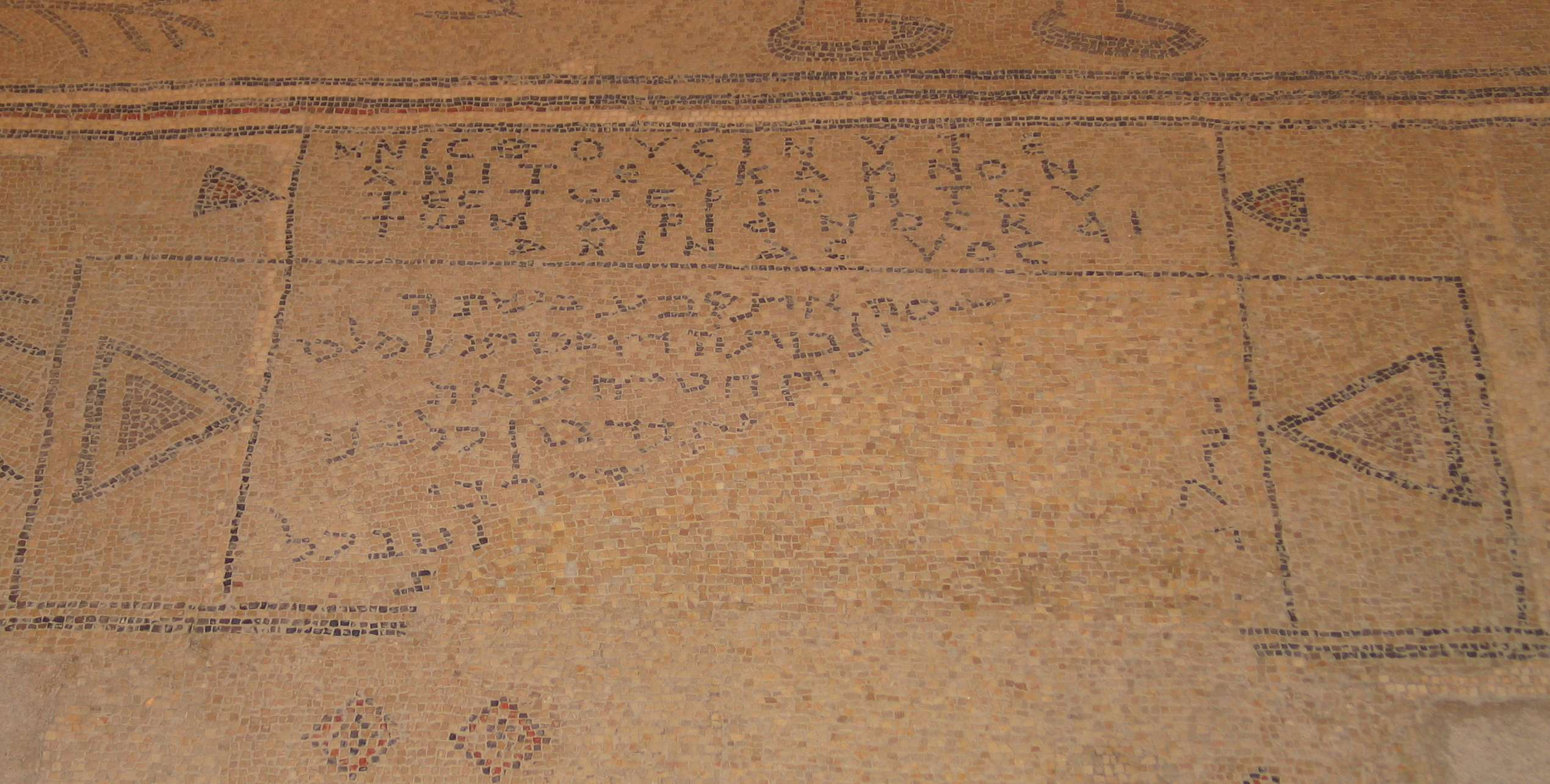
Iscrizioni dedicatorie

L'ingresso settentrionale era dotato di due iscrizioni dedicatorie in aramaico e greco. Anche se parzialmente distrutta, la scritta in aramaico indicava che la sinagoga era stata costruita durante il regno del console romano Giustino, probabilmente l'imperatore bizantino Giustino I (518-527), ed era stata finanziata da donazioni comunali. L'iscrizione in greco ringraziava gli artigiani "Marianos e suo figlio Hanina," indicati anche come gli artigiani della vicina sinagoga Beth Shean. Le iscrizioni erano affiancate, su entrambi i lati, da un leone e un bufalo, che fungevano da guardiani simbolici della sinagoga.

## Mosaici della navata

### Pannello nord — sacrificio di Isacco

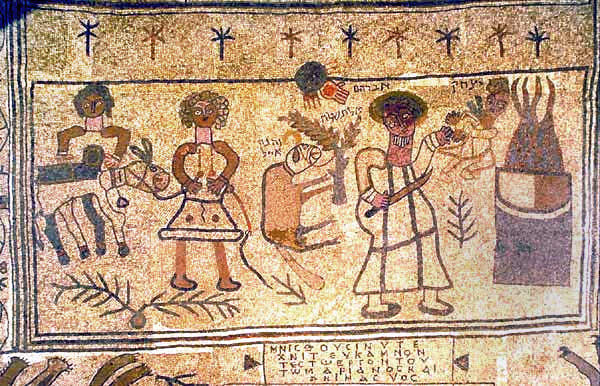
Sacrificio di Isacco

Il pannello settentrionale raffigura il "sacrificio di Isacco" (Genesi 22: 1-18). A destra, Abramo è raffigurato mentre alza la mano per compiere il sacrificio su Isacco posto sull'altare di fuoco. Nel centro, Dio, simboleggiato dalla piccola mano circondata dal fuoco in alto al centro, dice ad Abramo di sacrificare un montone al posto di Isacco. La mano di Dio è giustamente etichettata con "al tishlach" o "non alzare", tratto dal comando di Dio all'angelo affinché Abramo non "alzasse la mano contro il figlio [Isacco]"(Genesi 22,12). In basso, al centro della composizione, immediatamente sotto la mano di Dio, l'ariete che doveva sostituire Isacco come soggetto del sacrificio era posizionato in piedi lateralmente, intrappolato in un cespuglio vicino. La strana posizione dell'ariete può essere forse una convenzione degli artisti, usata per esprimere la distanza che la Bibbia dice separava Abramo e Isacco dai due servi (Genesi 22: 5), che avevano accompagnato Abramo e Isacco nel loro viaggio, raffigurati in piedi a sinistra. Tutte le figure della scena, fatta eccezione per i due servi, sono identificate con etichette in ebraico.
Il significato iconografico del "sacrificio di Isacco" non è chiaro. C'è una grande varietà di opinioni, con alcuni studiosi che vedono in questo racconto l'affermazione della misericordia di Dio, altri un simbolo del suo patto di continuare con Israele e altri ancora il concetto rabbinico di "zechut avot" o il merito dei padri. Nell'arte contemporanea della chiesa cristiana, dove il "sacrificio di Isacco" è stato anche un tema popolare, la narrazione è stata visto come una tipologia prefiguratrice della crocifissione.

### Pannello centrale — ruota dello zodiaco

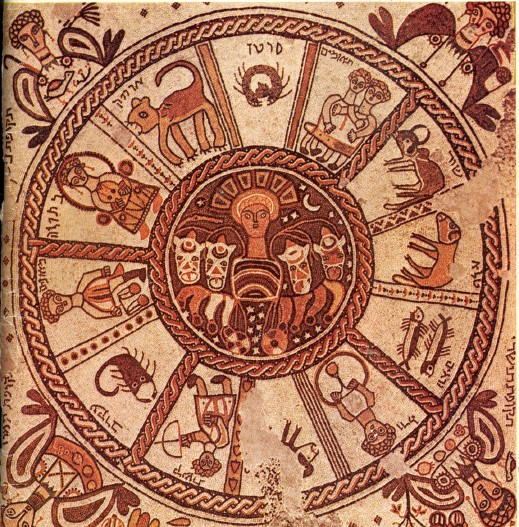
Ruota dello zodiaco con didascalie in ebraico

Il pannello centrale presenta un adattamento ebraico del greco-romano zodiaco composto da due cerchi concentrici, con i dodici segni zodiacali che appaiono nel cerchio esterno, ed Helios, il dio del sole greco-romano, che appare nel cerchio interno. Il cerchio esterno è costituito da dodici pannelli, ciascuno dei quali corrisponde ad uno dei dodici mesi dell'anno e contengono il segno zodiacale greco-romano appropriato. Dei busti femminili che simboleggiano le quattro stagioni appaiono nei quattro angoli immediatamente al di fuori dello zodiaco. Nel centro, Helios appare con i suoi elementi iconografici greco-romani, come la corona di fuoco dei raggi che adornano la sua testa e il carro altamente stilizzato, una quadriga o carro con quattro cavalli. Lo sfondo è decorato a forma di mezzaluna con le stelle. Come nel "sacrificio di Isacco", i simboli zodiacali e i busti delle stagioni sono etichettati con i loro corrispondenti nomi ebraici.
Questa ruota dello zodiaco, che insieme ad altri esempi simili, si trova in sinagoghe contemporanee in tutto Israele come Naaran, Susiya, Hamat Tiberiade, Huseifa e Sefforis, resta al centro di un dibattito tra gli studiosi per quanto riguarda il rapporto tra ebraismo e cultura greco-romana nella tarda antichità. Alcuni interpretano la popolarità che lo zodiaco mantiene dentro le sinagoghe come prova della sua giudaizzazione e adattamento al calendario ebraico e alla liturgia. Altri lo vedono come rappresentante l'esistenza di elemento "non-rabbinico" o una forma mistica ed ellenizzata del giudaismo che ha abbracciato la religione astrale della cultura greco-romana.

### Pannello sud — scene della sinagoga
Il pannello sud, che è posto prima dell'arca della Torah, presenta una scena liturgicamente orientata che sottolinea la centralità del Santuario della Torah. Questo si trova al centro della composizione ed è raffigurato con un tetto a due falde decorato con pannelli decorati con diamanti e quadrati. La conchiglia galleggiante al centro del tetto è una rappresentazione stilizzata di arca inserita nel Santuario della Torah. Una lampada a sospensione scende dal timpano del tetto. Come indicatore simbolico della sua importanza, la parte inferiore del Santuario della Torah è fiancheggiato da due leoni ruggenti ed è circondato da oggetti rituali ebraici, come la lulav, l'etrog, lo shofar e la paletta per l'incenso. Due uccelli fiancheggiano il tetto a due spioventi nella parte superiore del Santuario della Torah.

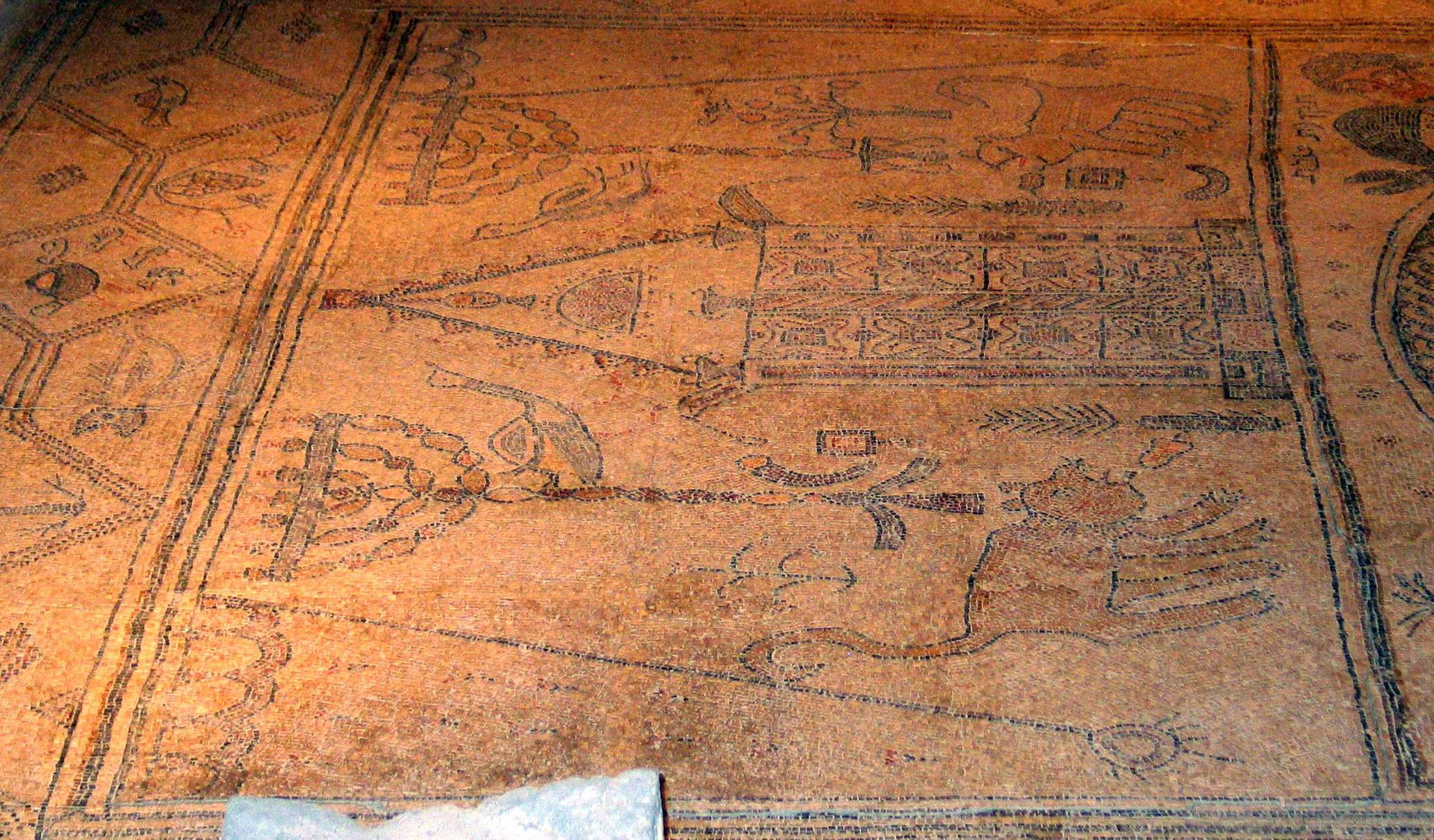
Scene della sinagoga

Due grandi menorah a sette bracci (singolare menorah, plurale menorot) si trovano nel Santuario della Torah. È interessante notare che la base e i bracci dei due menorah non sono identici nella forma; quello di destra ha una base in posizione verticale, mentre l'altro a sinistra ha due gambe a forma di mezzaluna e una gamba in posizione verticale. Infine, l'intera scena viene inquadrata da due tende, che servivano a delimitare lo spazio sacro del Santuario della Torah.
La presenza dei menorah, che in origine si trovavano nel Tempio di Gerusalemme, viene a sottolineare l'importanza che il Tempio di Gerusalemme continua ad occupare nello sviluppo della sinagoga. Inoltre, i menorah hanno mantenuto una funzione pratica, come sorgente luminosa primaria per l'area intorno al Santuario della Torah. Sukenik credeva che i due menorot, che fiancheggiano il Santuario della Torah in questa scena, probabilmente si trovavano adiacenti al Santuario della Torah in questa sinagoga Beth Alpha.